# Mark Tornillo
Mark Tornillo (Brielle, Estados Unidos; 8 de junio de 1954) es un músico y compositor estadounidense conocido mayormente como vocalista de la banda TT Quick y de la agrupación alemana de heavy metal Accept, desde 2009 hasta el día de hoy. Paralelo a su trabajo con Accept, en 2013 volvió a integrar TT Quick y desde entonces es miembro activo de ambas bandas.

## Carrera
Inició su carrera profesional en 1979 cuando ingresó a la banda de heavy metal TT Quick, la cual logró un importante reconocimiento en los Estados Unidos durante los años 1980, sobre todo en el área de Nueva Jersey y Nueva York. En ella se mantuvo hasta su separación en 1992 y luego participó de varias reuniones esporádicas, destacando la de 2000, 2007 y su regreso definitivo en 2013.
En 2009, ingresó a la banda Accept como reemplazante de Udo Dirkschneider y el 8 de mayo de 2010 dio su primer concierto como vocalista del grupo alemán en el Gramercy Theatre de Nueva York. Con la agrupación alemana ha grabado cinco álbumes hasta la fecha; Blood of the Nations (2010), Stalingrad (2012), Blind Rage (2014), The Rise of Chaos (2017) y Too Mean to Die (2021), logrando comentarios positivos de la crítica especializada. 
En 2014 colaboró como cantante invitado en la versión de «Miss Misery» —original de Nazareth— del álbum White Devil Armory de Overkill.

## Discografía
| TT Quick - 1984: TT Quick - 1985: Demo (maqueta) - 1986: Metal of Honor - 1989: Sloopy Seconds - 1992: Thrown Together (en vivo) - 2000: Ink | Accept - 2010: Blood of the Nations - 2012: Stalingrad - 2014: Blind Rage - 2017: The Rise of Chaos - 2021: Too Mean To Die |